# 허이널 터마시
허이널 터마시(Hajnal Tamás, 1981년 3월 15일 에스테르곰 ~ )은 헝가리의 전 축구 선수로, 과거 미드필더로 활약하였다.

## 클럽 경력
허이널은 고향 녜어게수이팔루의 졸텍 SE에서 축구를 시작하였다.

### 페렌츠바로시 TC와 두나카냐르-벅 FC (1997)
그가 9세였을때, 그는 헝가리 최고 명문 페렌츠바로시 TC로 이적하였다. 그는 넴제티 버이녹샤그 I에 속한 이 클럽 소속으로 2경기를 뛰었다. 같은 해, 그는 두나카냐르-벅 FC에 스왑딜로 이적하였다. 그는 그러나 두나카냐르-벅 FC 소속으로 한 경기도 출장하지 않았다. 이듬해, 그는 독일 분데스리가로 무대를 옮겼다.

### FC 샬케 04 (1998–2004)
이후, 두나카냐르-벅 FC는 허이널을 FC 샬케 04에 거액으로 매각하였다. 그는 1군으로 올라오는데 어려움을 겪었고, 2004년까지 단 7경기 출장에 그친 그는 벨기에 리그에 속한 팀으로 이적하였다.

### K 신트-트라위덴세 (2004–2006)
그는 2004년에 벨기에 1부 리그에 속한 K 신트-트라위덴세 VV로 이적하였다. 2004-05 시즌의 벨기에 1부 리그에 그는 29경기 출장하여 6골을 득점하였다. 다음 시즌인 2005-06 시즌에는 20경기 출장하여 5골을 기록하였다.

### 1. FC 카이저슬라우테른 (2006–2007)
2006년, 허이널은 2 분데스리가에 속한 1. FC 카이저슬라우테른으로 이적하며 2년 만에 독일로 U턴하였다. 그는 2006-07 시즌의 2 분데스리가에서 32경기 출장하여 7골을 기록하였다.

### 카를스루에 SC (2007–2008)
2007년, 허이널 터마시는 카를스루에 SC로 이적하였다. 그는 2007-08 시즌의 분데스리가에 32경기 출장하여 8골을 득점하였다.

### 보루시아 도르트문트 (2008–2010)
2008년 7월, 그는 €1.3M의 이적료에 보루시아 도르트문트로 이적하였다.
그는 2008년 11월 15일, 4-0으로 승리한 아인트라흐트 프랑크푸르트전에서, 1골 3어시스트를 기록하여 분데스리가 이 주의 팀에 포함되었고, 경기 MVP가 되었다. 다음 라운드, 허이널은 또다시 분데스리가 이 주의 팀에 포함되었다. 그는 2008-09 시즌의 분데스리가에서 30경기에 출장하여 5골을 득점하였다. 2009-10 시즌의 분데스리가에서, 그는 21경기 출장하였다. 그는 2010년에 부상을 당하여, 2010-11 시즌 분데스리가에서 보루시아 도르트문트 소속으로 한 경기도 출장하지 못하였다.

### VfB 슈투트가르트 (2011–현재)
2011년 1월 31일, 허이널은 VfB 슈투트가르트로 임대되었다. 그는 2011년 2월 27일, 아인트라흐트 프랑크푸르트와의 경기에서 슈투트가르트 이적 이후 첫 골을 득점하였고, 경기는 2-0으로 승리하였다. 2011년 5월 7일, 허이널은 VfB 슈투트가르트가 강등을 피함에 따라, 슈투트가르트 완전 이적이 성사되었다.

## 국가대표팀 경력
2004년 10월 9일, 허이널은 2007년 10월 17일, 솔나에서 치루어진 스웨덴전에서 헝가리 축구 국가대표팀 데뷔전을 치루었다. 이후, 그는 폴란드와의 경기에서 국가대표팀 첫 골을 기록하였다. 결과는 헝가리의 1-0 승리였다. 현재 허이널로써 부족한 것은 국가대표팀에서의 성공이었다. 헝가리는 스위스와 오스트리아에서 열릴 UEFA 유로 2008 예선에서 조 6위라는 참담한 성적으로 마무리하였다. 헝가리와 같은 조에 속한 그리스, 노르웨이, 터키는 헝가리 대표팀에게 있어 상당히 강력한 팀이었고, 보스니아 헤르체고비나와의 홈과 원정 경기에서 승리한데에 만족하여야 했다. 허이널은 푸슈카시 페렌츠 슈터디온에서의 몬테네그로전에서 2골을 기록하였고, 헝가리는 몬테네그로와 3-3으로 비겼다. 2010년 FIFA 월드컵 예선전에서, 허이널은 몰타와의 홈 경기에서 골을 기록하였고, 최종적으로 3-0 승리를 거두었다. 이 골을 허이널이 예선전에서 기록한 첫 골이었다. 에게르바리 산도르 감독의 지도 하에, 허이널은 웸블리 스타디움에서의 잉글랜드전에 출장하였다. 터마시 허이널은, 2011년 2월 9일, 아제르바이잔 전에서 골을 기록하였고, 헝가리가 이 친선경기에서 2-0 승리를 거두었다.

## 수상
- DFB-리가포칼 준우승: 2001, 2002
- 헝가리 올해의 축구 선수: 2007, 2008[5]
- 분데스리가 올스타 팀: 2007-08
- 프로 우르베 상: 2008[6]